# Гранулы (физика Солнца)
Гранулы — образования в фотосфере Солнца, вызванные конвекцией плазмы.
Конвективные потоки формируют колонны конвекции, перемешивающие вещество в зоне конвекции. Гранулы являются видимыми вершинами таких отдельных колонн и образуют зернистую структуру, называемую грануляцией.

## Механизм возникновения
Гравитационная конвекция: горячая плазма поднимается вверх по центру колонны, растекается, в фотосфере и по внешней окружности колонны опускается в глубину, после чего цикл повторяется. В результате центр гранулы оказывается горячее и ярче её краев, куда стекает остывшая плазма.

## Характеристики
Типичная гранула имеет диаметр порядка 1500 км. В любой момент времени поверхность Солнца покрыта примерно 4 миллионами гранул. Под фотосферой находится слой «супергранул» диаметром до 30000 км с продолжительностью жизни до 24 часов.
Измерения скорости движения вещества в гранулах, опирающиеся на эффект Доплера, показывают, что скорость плазмы в центре гранулы составляет около 400 м/с и по мере движения к краям уменьшается до 200 м/с.
Гранулы являются динамическими образованиями, постоянно возникающими, меняющимися и исчезающими. Время их существования — от 8 до 20 минут.

## Галерея
- Движение гранул на поверхности Солнца, снятое шведским солнечным телескопом[англ.].